# Nový Drahoňov
Nový Drahoňov (německy Neu Drahoniow) je malá vesnice, část obce Těmice v okrese Pelhřimov. Nachází se asi 2 km na severovýchod od Těmice. V roce 2009 zde bylo evidováno 10 adres. V roce 2001 zde trvale žilo 5 obyvatel.
Nový Drahoňov leží v katastrálním území Drahoňov o výměře 3,1 km2.

## Další fotografie

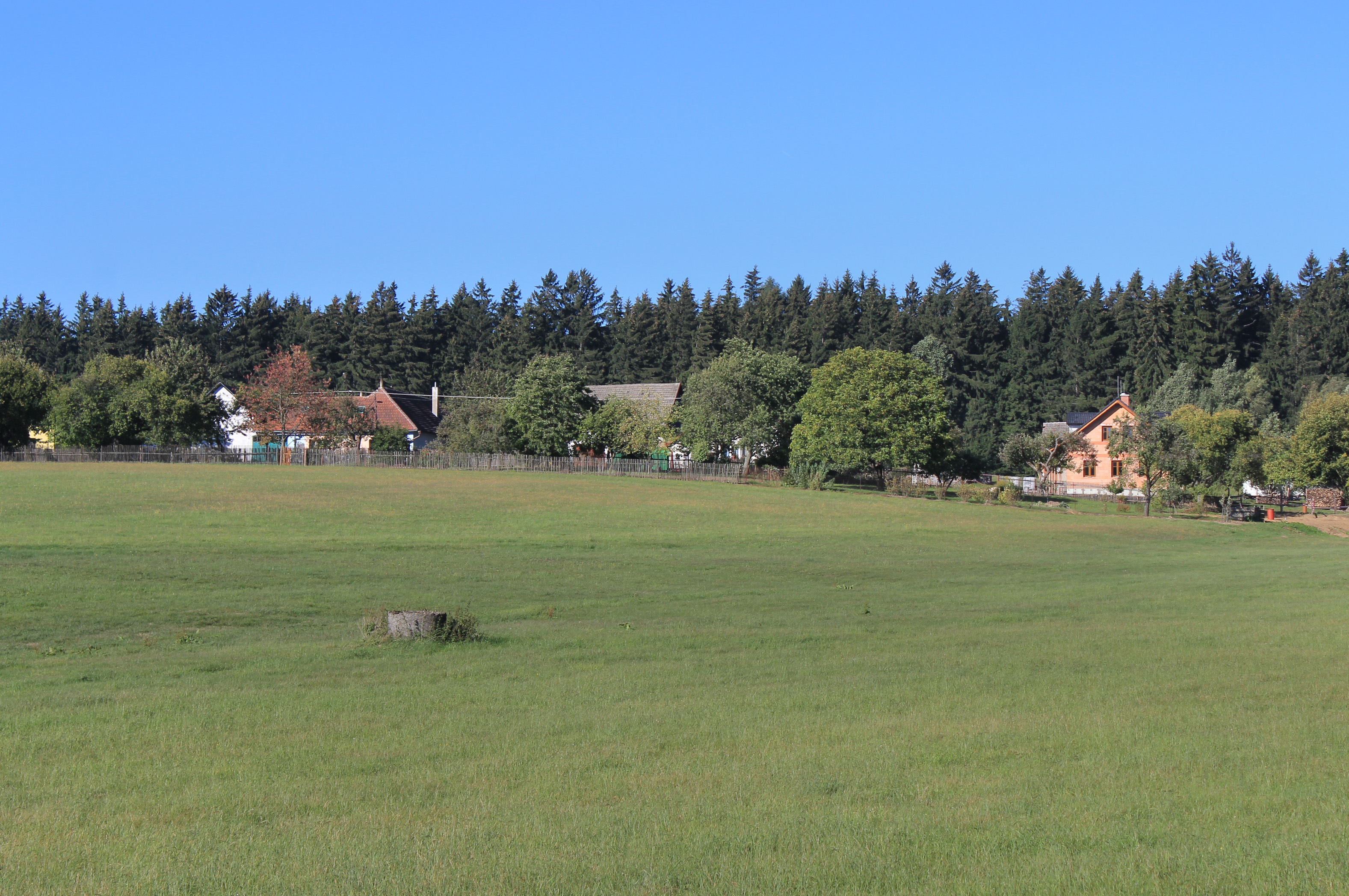
Nový Drahoňov od východu
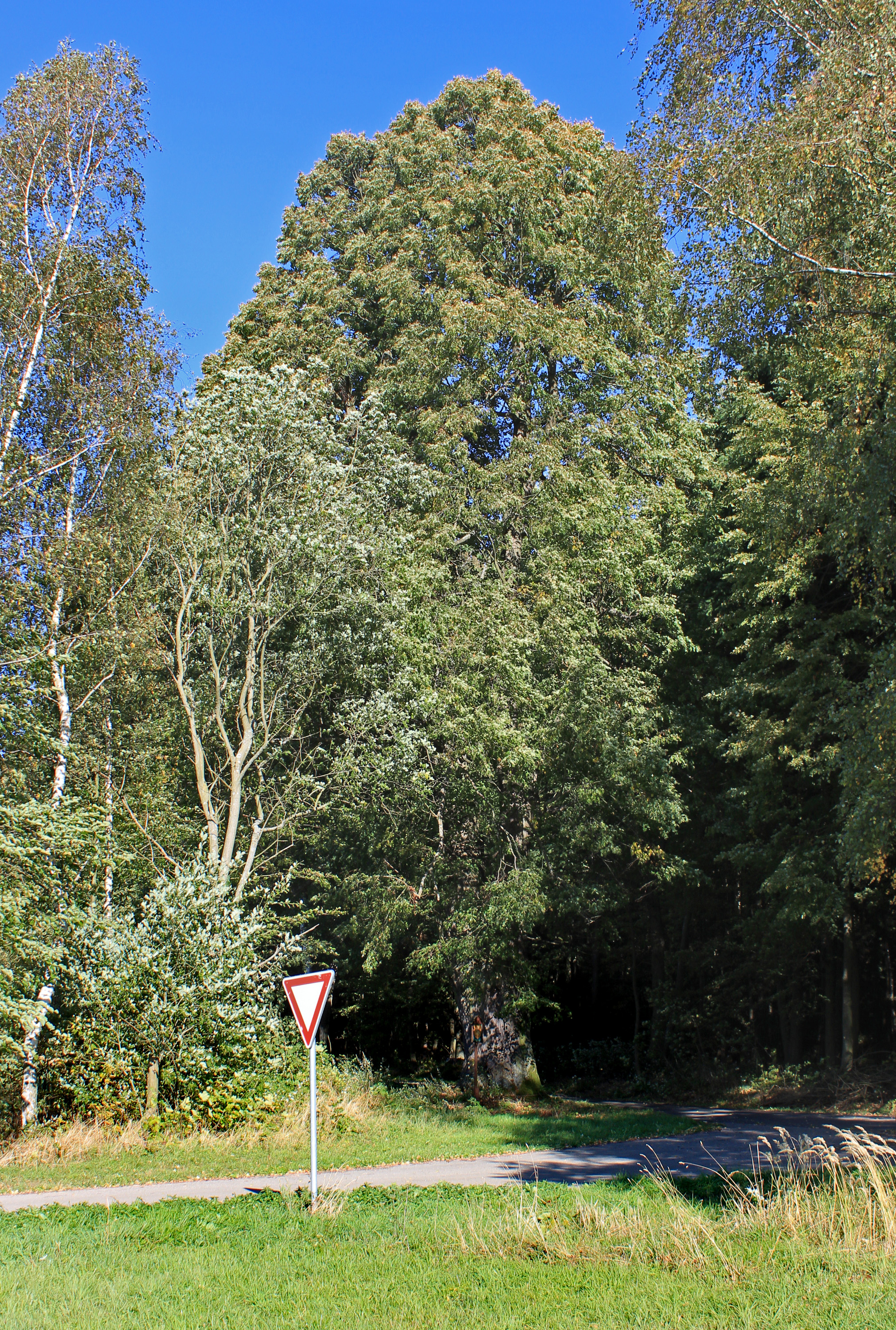
Lípa na odbočce k vesnici